# Танхаузен (Швабија)
Танхаузен (њем. Thannhausen) град је у њемачкој савезној држави Баварска. Једно је од 34 општинска средишта округа Гинцбург. Према процјени из 2010. у граду је живјело 6.021 становника. Посједује регионалну шифру (AGS) 9774185.

## Географски и демографски подаци
Танхаузен се налази у савезној држави Баварска у округу Гинцбург. Град се налази на надморској висини од 499 метара. Површина општине износи 20,0 km². У самом граду је, према процјени из 2010. године, живјело 6.021 становника. Просјечна густина становништва износи 301 становника/km².

## Међународна сарадња
| Мјесто | Држава    | Врста сарадње | Од    |
| ------ | --------- | ------------- | ----- |
|        | Француска | партнерство   | 1981. |
| Извор  |           |               |       |